# Rockville (Connecticut)
Rockville es un lugar designado por el censo del municipio de Vernon, situado en la región de Capitol (en inglés, Capitol Planning Region), Connecticut, Estados Unidos. Según el censo de 2020, tiene una población de 7920 habitantes.
En los Estados Unidos, un lugar designado por el censo (traducción literal de la frase en inglés census-designated place, CDP) es una concentración de población identificada por la Oficina del Censo exclusivamente para fines estadísticos.
Fundado como ciudad en 1889, Rockville fue absorbido por el municipio de Vernon en 1965.

## Geografía
Está ubicado en las coordenadas 41°51′59″N 72°27′05″O / 41.86639, -72.45139 (41.866519, -72.45127).

## Demografía
Según el censo de 2000, en ese momento los ingresos medios de los hogares eran de $32,444 y los ingresos medios de las familias eran de $37,955. Los hombres tenían ingresos medios por $31,937 frente a los $25,661 que percibían las mujeres. Los ingresos per cápita eran de $17,896. Alrededor del 12.9% de la población estaba por debajo de la línea de pobreza.
De acuerdo con la estimación 2017-2021 de la Oficina del Censo, los ingresos medios de los hogares son de $44,864 y los ingresos medios de las familias son de $60,801. Los ingresos per cápita en los últimos doce meses, medidos en dólares de 2021, son de $24,018. Alrededor del 21.1% de la población está por debajo de la línea de pobreza.